# Pokkum
A pokkum (hangul: 볶음, RR: bokkeum) a wokban, magában vagy szójaszósszal hirtelen sütött húsok, zöldségek és tenger gyümölcsei összefoglaló neve a koreai gasztronómiában. A szó a pokkta (bokkda) (볶다, „sütni, hirtelen sütni”) igéből származik.

## Változatok
- csejuk pokkum (jeyuk bokkeum) (제육볶음): sertéshús kocshudzsang (gochujang)gal hirtelen sütve[3]
- kimcshi pokkum (kimchi bokkeum) (김치볶음): a kimcshi pokkumbap (kimchi bokkeumbap) alapja[4]
- nakcsi pokkum (nakji bokkeum) (낙지볶음):  polip (Octopus minor) kocshudzsang (gojuchang) szósszal hirtelen sütve[4]
- odzsingocshe pokkum (ojingeoche bokkeum) (오징어채볶음): szárított kalmárdarabkák hirtelen sütve kocshudzsang (gojuchang)gal, fokhagymával[5]
- poszot pokkum (beoeot bokkeum) (버섯볶음): gomba egyéb zöldségekkel, szójaszósszal, szezámolajjal hirtelen sütve[4]
- szongi pokkum (songi bokkeum) (송이볶음): foltostönkű gyűrűspereszke (Tricholoma matsutake) gomba[6]

## Galéria

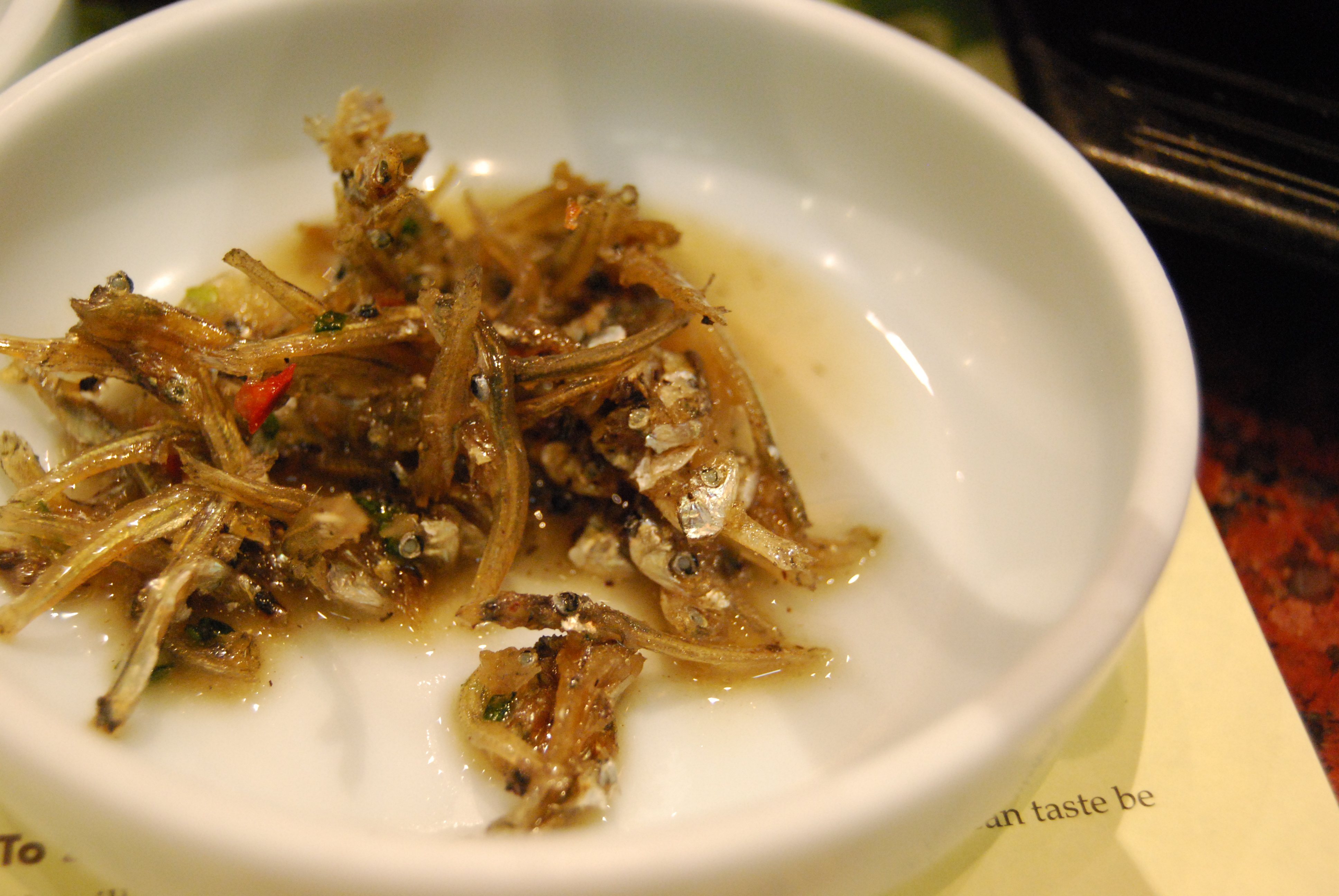
mjolcshi pokkum (myeolchi bokkeum) (멸치볶음), szárított szardellából
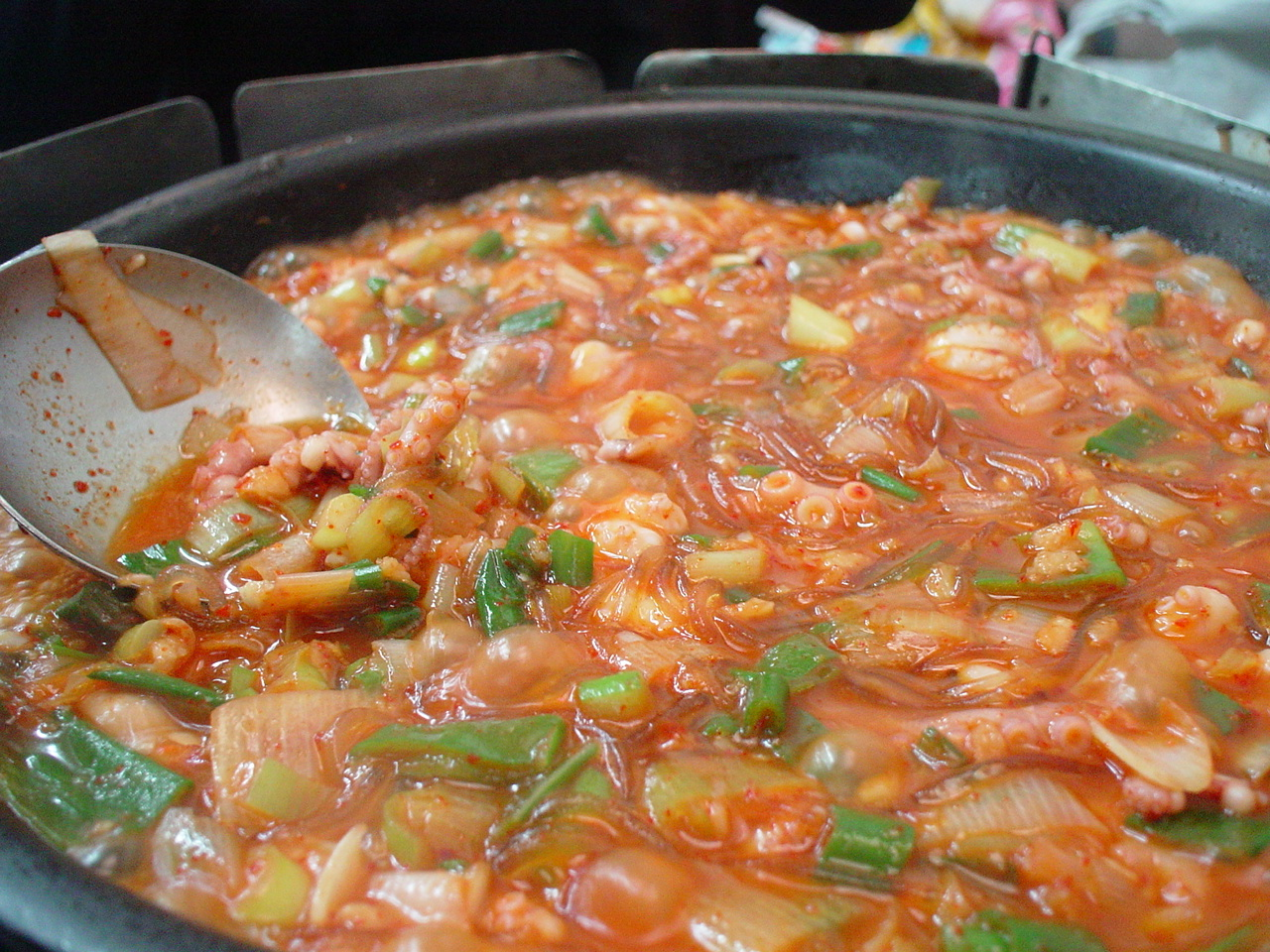
nakcsi pokkum (nakji bokkeum)
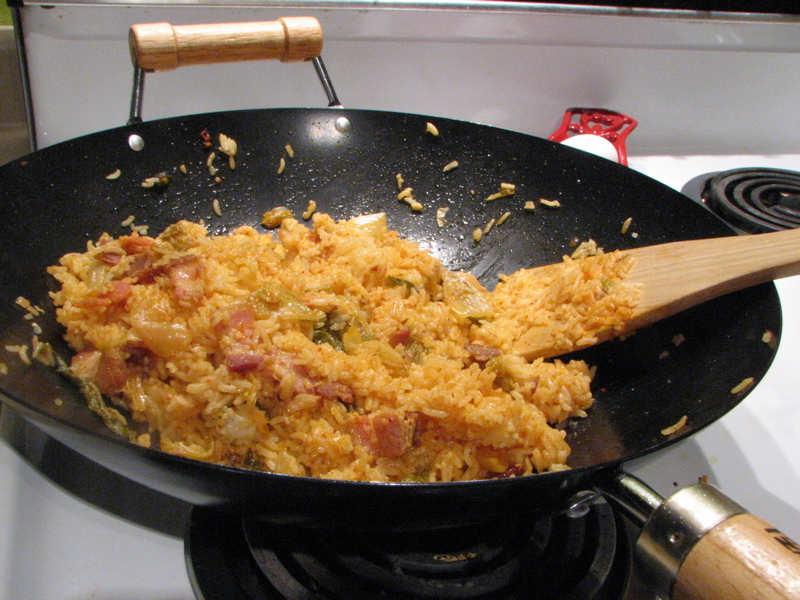
kimcshi pokkumbap (kimchi bokkeumbap)
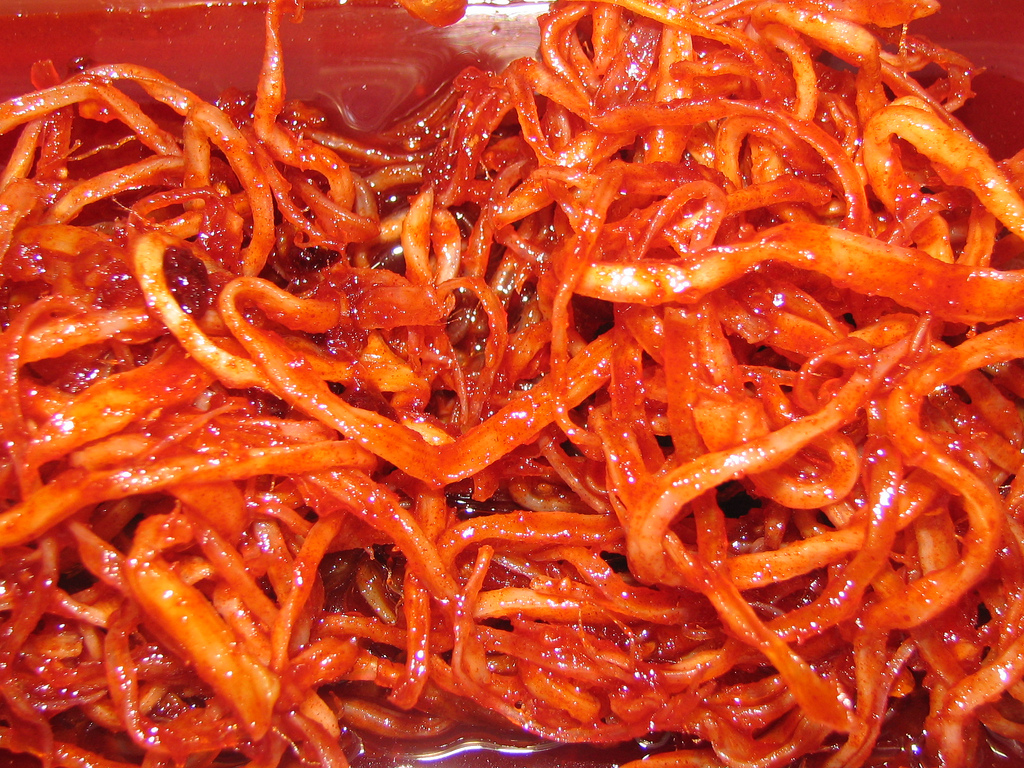
odzsingocshe pokkum (ojingeoche bokkeum)